# Gartenstraße (Berlin-Mitte)
Die etwa 1600 m lange Gartenstraße im Berliner Bezirk Mitte war eine der nördlichen Ausfallstraßen der Stadt und begann am früheren Hamburger Tor. Sie spiegelt in besonderem Maße Berliner Geschichte vom 18. Jahrhundert bis zum 21. Jahrhundert wider. Eng verknüpft ist sie mit dem Bau der S-Bahn und der Berliner Mauer. Zahlreiche öffentliche Einrichtungen und bemerkenswert viel Grün befinden sich an ihr oder in unmittelbarer Nähe. Mehrere Gebäude stehen unter Denkmalschutz. In anderen Teilen Berlins gibt es weitere sieben Gartenstraßen.

## Lage
Die Gartenstraße beginnt an der Torstraße in Berlin-Mitte und führt fast schnurgerade in nordwestlicher Richtung bis zur Grenzstraße im Ortsteil Gesundbrunnen, wo bis zur Eingemeindung von Wedding und Gesundbrunnen im Jahr 1861 die nördliche Stadtgrenze von Berlin verlief. Wie bei den meisten historischen Straßen Berlins erfolgt die Zählung der Hausnummern nach der bis 1929 üblichen Hufeisennummerierung und beginnt mit Haus Nr. 1 an der Torstraße auf der Ostseite und geht dann fortlaufend auf dieser Seite bis zur Grenzstraße (letztes Haus Nr. 73) und von dort zurück auf der Westseite (ab Nr. 87) wieder bis zur Torstraße, wo sie mit der Nummer 115 endet. Bemerkenswert ist der große Anteil an Grünflächen, der im Laufe der Jahrhunderte stetig zugenommen hat. So ist der letzte Abschnitt nördlich des Straßenzuges Scheringstraße/Liesenstraße überhaupt nicht bebaut und zwischen Liesenstraße und Julie-Wolfthorn-Straße befindet sich inzwischen der Park auf dem Nordbahnhof. Hier lag das weiträumige Gelände des früheren Stettiner Bahnhofs mit seinen Gleisanlagen. Stattdessen gibt es hier nur noch die S-Bahn. Zwölf Straßen gehen von der Gartenstraße aus oder münden in sie. Die wichtigsten Verknüpfungen sind die Torstraße, an der sie ihren Ausgang nimmt, die Invalidenstraße, von der sie im rechten Winkel durchschnitten wird, und seit 2006 Bernauer Straße und Julie-Wolfthorn-Straße als Teil des Innenstadtrings. Die Bernauer Straße, die bis dahin im Bereich des heutigen Nordbahnhofs endete, wurde damals durch die neuangelegte Julie-Wolfthorn-Straße nach Westen verlängert.

## Geschichte

### 18. Jahrhundert

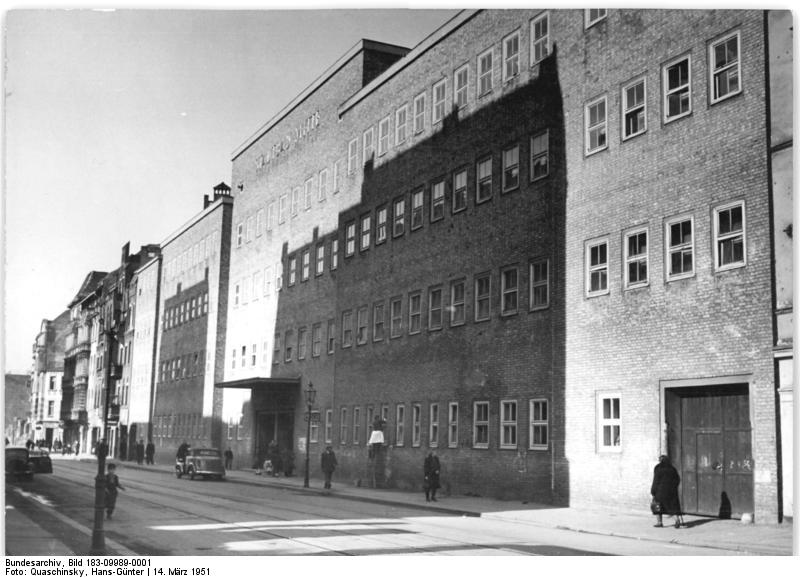
Gartenstraße 1951, mit dem Stadtbad

Die Gartenstraße entstand unter Friedrich dem Großen, als dieser die Stadt Berlin in den Jahren 1752–1754 nach Norden hin erweiterte. Den Plan dazu fasste er während des Baus des Invalidenhauses für Kriegsveteranen, zu dem dieses Gebiet damals gehörte. Um das Geld im Lande zu behalten und den häufigen Mangel an Arbeitskräften zu beseitigen, wollte er den in Berlin tätigen Maurern und Zimmergesellen in Berlin eine neue Heimat schaffen. Sie stammten zu einem großen Teil aus dem Vogtland und verdingten sich jeweils in den Sommermonaten in Berlin. Wegen dieser Bewohner wurde später das Viertel Neu-Voigtland und dann einfach Voigtland oder Vogtland genannt. Ein weiterer Grund zur Besiedlung war die Rekultivierung des Gebietes, das infolge übermäßiger Abholzungen mit unfruchtbarem Treibsand bedeckt war, was zunehmend Probleme schaffte. Bei der Besiedlung des Gebietes wurde neben der Brunnenstraße, der Ackerstraße und der Bergstraße auch die Gartenstraße angelegt, damals nur ein Sandweg, der zunächst als Hamburger Landwehr bezeichnet wurde. Im Jahr 1772 ließ der König im Gebiet der Gartenstraße zehn Gärtnerfamilien aus Sachsen ansiedeln, die unentgeltlich Haus, Hof und vier Morgen Land erhielten, jedoch mit der Verpflichtung, die Sandwüste zu begrünen und Obstkulturen anzulegen. Ihren Namen erhielt die Straße am 18. Februar 1801, der sich auf die hier nun wohnenden Gärtnersfamilien bezog.

### 19. Jahrhundert
In der Folgezeit, vor allem zu Beginn des 19. Jahrhunderts zogen immer mehr Arme und Unbemittelte wegen der preiswerten Mieten in das Voigtland, sodass die Gegend bei den Berliner Stadtbürgern als Armen- und Verbrecherviertel in Verruf kam. Dies wurde noch verstärkt, als zu Beginn der 1820er Jahre in der Gartenstraße vor dem Hamburger Tor die viel diskutierten von Wülcknitzschen Familienhäuser entstanden, eine Masse kleiner Mietwohnungen für mittellose Menschen.  Statt Voigtland wurde amtlich der neutrale Name Rosenthaler Vorstadt eingeführt. Das Gebiet beiderseits der südlichen Gartenstraße und westlich davon bis zur Chausseestraße wurde zur Oranienburger Vorstadt. Im Volksmund hielt sich noch lange die Bezeichnung Voigtland. Im engeren Sinne war damit das Gebiet gemeint, dessen Grenzen die Torstraße im Süden, die Gartenstraße im Westen, die Brunnenstraße im Osten und die Invalidenstraße im Norden bilden. Nach anderen Meinungen zog es sich hinauf bis in den Bereich der Scheringstraße oder noch weiter bis zur Grenzstraße. Bereits um 1830 war das gesamte Viertel zwischen Torstraße und Invalidenstraße durchgehend bebaut, ebenfalls der Bereich des späteren Nordbahnhofs. Im Jahr 1833 wurde die Bezeichnung Gartenstraße auch auf ihre Verlängerung über die Invalidenstraße hinaus bis zur Grenzstraße in Wedding ausgedehnt.
An der Märzrevolution 1848 in Berlin waren auch die Bewohner des Voigtlands beteiligt. Das Volk besetzte das Gebiet gleich zu Anfang und verteidigte es mit Erfolg gegen Angriffe der Infanterie und Kavallerie. Im südlichen Teil der Gartenstraße waren von den Kämpfenden drei Barrikaden errichtet worden: An der Torstraße, an der Invalidenstraße und dazwischen bei den damaligen von Wülcknitzschen Familienhäusern auf der Höhe des späteren Stadtbades Mitte. Zu den an den Märztagen Gefallenen gehörten auch zwei Bewohner der Gartenstraße: der Schlossergeselle Johann Rudolph aus dem Haus Nummer 2 und der „Knabe“ Carl Wilhelm Johann Eben aus der Nummer 51.
Um 1860 standen auch auf der Ostseite der Gartenstraße nördlich der Invalidenstraße Wohnhäuser, um 1890 schließlich entlang der gesamten Straße. Ausgenommen waren lediglich die Flächen, die auf die Bahnanlagen des Stettiner Bahnhofs und auf den Dorotheenstädtischen Friedhof II entfielen. Daneben gab es noch zwei kleine Grünanlagen, nämlich den städtischen Park an der damaligen Volksbadeanstalt (heute Stadtbad Mitte) und den Gartenplatz.

### Ende des 19. Jahrhunderts bis zum Zweiten Weltkrieg
Südlich des Stettiner Bahnhofs entwickelte sich eine gemischte Wohngegend, in der Arbeiter, Handwerker, Angestellte, Kaufleute, Beamte und Pensionäre lebten. Wegen der niedrigen Mieten wohnten hier in der Folgezeit viele Studenten und diese hatten hier ihre Kneipen, sodass einige Reiseführer von einem Berliner Quartier Latin berichteten. Vor allem zur Zeit der Weimarer Republik herrschte hier reges Leben mit vielen Gast- und Vergnügungsstätten. Das Viertel war (wiederum) bekannt für Prostitution und Kriminalität.
Das Groß-Berlin-Gesetz von 1920 ordnete dem neugebildeten Bezirk Wedding die Bereiche nach Süden bis zur Liesenstraße und Bernauer Straße zu, während der nördliche Teil der Gartenstraße nunmehr im Bezirk Wedding lag. Der südliche Teil gehörte von da an zum Bezirk Mitte und das mittlere Stück bildete die Grenze zwischen beiden Bezirken.
In den 1930er Jahren herrschte auf der Gartenstraße dichter Straßenbahn- und Busverkehr, insbesondere im Kreuzungsbereich mit der Invalidenstraße. Allein zehn Straßenbahnlinien durchquerten diesen Straßenabschnitt. 1934–1936 wurde westlich parallel zur Gartenstraße die unterirdisch verlaufende Nordsüd-S-Bahn gebaut.

### Ab dem Ende des Zweiten Weltkriegs
Die gegen Ende des Zweiten Weltkriegs beschädigten oder zerstörten Gebäude in der Gartenstraße wurden bald abgeräumt und es entstanden große Brachflächen, die in der Folge meist zu Grünanlagen umgewandelt wurden.
Nach dem Krieg war die Gartenstraße entsprechend dem Viermächte-Status durch die Bezirksgrenzen geteilt. Der Teil, der im Bezirk Wedding lag, gehörte zum französischen Sektor, der Teil, der zum Bezirk Mitte gehörte, zum sowjetischen Sektor.
Diese Aufteilung wirkte sich insbesondere in der Zeit der Berliner Mauer aus: Die Gartenstraße war dreigeteilt. Der südliche Teil von der Torstraße bis zur Bernauer Straße lag auf DDR-Gebiet, der nördliche ab Liesenstraße/Scheringstraße gehörte zu West-Berlin. Der mittlere Teil bildete die Grenze zwischen Ost und West, wobei die auf der westlichen Straßenseite bereits vorhandene Mauer des dortigen Eisenbahndamms als Grenzmauer fungierte, während die Straße selbst und das Gebiet östlich davon West-Berliner Gebiet war.
Nachdem die zum 1. Januar 2001 vollzogene Verwaltungsreform die Berliner Bezirke auf zwölf reduzierte und der Bezirk Wedding im Bezirk Mitte aufging, verläuft die Gartenstraße seither vollständig im Bezirk Mitte, allerdings weiter durch verschiedene Ortsteile.
Ab 2000 wurden beidseitig im südlichen Bereich Straßenbäume gepflanzt, und zwar ebenso wie im nördlichen Teil Linden, sodass die Gartenstraße eine lange durchgehende Lindenallee bildet, ausgenommen noch der Abschnitt zwischen Invalidenstraße und Bernauer Straße/Julie-Wolfthorn-Straße.

## Bauten und bemerkenswerte Orte

### Von der Torstraße zur Schröder-/Tieckstraße (Nr. 1–8, 104–115)
Der Bereich liegt im Ortsteil Oranienburger Vorstadt des Bezirks Mitte.
Ausgangspunkt der Gartenstraße war früher das Hamburger Tor in der Berliner Zollmauer, das in der Kreuzung der Kleinen Hamburger Straße und der Torstraße stand.

#### Östliche Straßenseite (Nr. 1–8)
Nummer 1:
 Das 2001 renovierte Eckgebäude zur Torstraße stammt vom Ende des 19. Jahrhunderts und wird im Erdgeschoss gewerblich genutzt: Zurzeit das Restaurant Spaghetti Western, der Laden Brot & mehr, die galerie für illustration und die Emerson Gallery Berlin.
Nummer 2:
 In dem 2001 renovierten Bau vom Ende des 19. Jahrhunderts wohnte seit 1938 für viele Jahre der Arzt und Schriftsteller Peter Bamm; seine Praxis hatte er in der Bernauer Straße. Heute mit großem Dachgarten. Im Erdgeschoss die Galerie brot.undspiele, seit Herbst 2012 abgelöst durch die Boutique Madam Lili – handgefertigter Nostalgieschmuck, weiterhin ein Service-Betrieb für Einbruchsicherung sowie kontrollfeld – agentur für binäre medien, die Planung und Umsetzung von Web-Projekten betreibt.
Nummer 3a–d:
 Neubau von 1997, der einzige auf dieser Seite des Straßenabschnitts, mit großem Hof. Im Vorderhaus befand sich eine Filiale der Lebensmittelkette Schlecker. Von Mitte März 2013 bis März 2014 ersetzt durch Tempo Berlin – Interior for our Generation mit Verkauf von „neuen Markenmöbeln für die Post-Ikea Generation“, danach seit Mai 2016 ein Versandhandel. Daneben die Raucherkneipe cheer’s, zuvor, Anfang 1999 neu eröffnet, Angies Bierbar mit der Möglichkeit zum Dartspiel. Im Seitenflügel das Zentrum für ambulante Rehabilitation (ZAR) als Erweiterungsraum zur Gartenstraße 5.
Nummer 4:
 Die Fassade des schmalen Altbaus aus dem 19. Jahrhundert war bis zum Dach mit wildem Wein bewachsen. Die Gaststätte Le Moustache – Pension & Bar im Erdgeschoss schloss Ende 2012. Das Haus besteht nun aus Eigentumswohnungen, renoviert im Jahr 2013.
Nummer 5:
An dieser Stelle wurde 1888 die erste Berliner Volksbadeanstalt eröffnet, die von Henri James Simon gestiftet worden war. Neben dem Eingang befindet sich zu seinen Ehren eine Berliner Gedenktafel. Zur Erinnerung an ihn erhielt das Bad am 12. September 2012 den Namenszusatz James Simon; hierzu wurde in der Vorhalle eine Stele mit seinem Bild und einer Würdigung seiner Verdienste aufgestellt.
1929/1930 erfolgte der Umbau im Bauhausstil nach Plänen von Stadtoberbaurat Carlo Jelkmann und Heinrich Tessenow. Der Bau fand seinerzeit große Beachtung, unter anderem, weil er die größte überdachte Schwimmhalle Europas (60 m × 23 m, 12 m hoch; Becken 50 m × 15 m) aufwies. Daneben gaben die rund 80 Wannenbäder und 46 Brausebäder den Bewohnern des Viertels die Möglichkeit, ein Bad zu nehmen, da viele Wohnungen damals nicht mit Badewannen oder Duschen ausgestattet waren.
Zum Ende des Zweiten Weltkriegs wurde das Bad beschädigt, konnte jedoch Ende Mai 1945 schon wieder in Betrieb genommen werden. In der Berliner Denkmaldatenbank heißt es: „Das Stadtbad Mitte war eines der letzten großen Berliner Sozialbauten in der Zeit der Weimarer Republik und blieb für einige Jahrzehnte das modernste Hallenbad der Stadt. Zwischen 1986 und 1994 restauriert, ist es noch immer ein Wunderwerk aus Licht, Fliesen, Wasser, Stahl und Stahlbeton.“ Seit dem 21. Jahrhundert beherbergt das Gebäude neben den verschiedenen Einrichtungen der Berliner Bäder-Betriebe (BBB) auch das Zentrum für ambulante Rehabilitation (ZAR).
Die Bronzeskulptur eines badenden Mädchens in der Vorhalle wurde 1939 von Ernst Hermann Grämer geschaffen, die Bronzefiguren in der Treppenhalle stammen von August Kraus. Die Glasmalereien im russisch-römischen Bad entstanden nach Vorlagen von Max Pechstein.
Hinter dem Stadtbad liegt der Heinrich-Zille-Park, seit dem beginnenden 21. Jahrhundert ein Abenteuerspielplatz mit altem Baumbestand mit Eingang von der Bergstraße. Seit etwa 1716 stand in diesem Bereich auf einem kleinen Sandhügel der Galgen von Berlin, den König Friedrich Wilhelm I. bei der Ausweitung der Stadt hierhin vor die projektierte Stadtmauer hatte umsetzen lassen. Als 1752 in diesem Gebiet mit der Ansiedlung von vogtländischen Bauhandwerkern begonnen wurde, ließ Friedrich der Große den Galgen etwa einen Kilometer weiter nördlich auf einen Sandhügel bringen, den danach benannten Galgenberg, wo er bis zum Ende des 18. Jahrhunderts blieb. Dann erhielt der Galgen wieder einen neuen Platz, um etwa 500 m nach Nordwesten auf den späteren Gartenplatz weiter nördlich an der Gartenstraße.
Im Jahr 1799 wurde auf dem heutigen Gelände von Stadtbad und Zille-Park, damals eine noch unbebaute Gegend, vor dem Hamburger Tor, der Sophienfriedhof der Sophiengemeinde angelegt, der sich von der Gartenstraße bis hinüber zur Bergstraße erstreckte. Er wurde 1827 etwas weiter nach Sorten verlegt zwischen Berg- und Ackerstraße. Um 1830 erfolgten aber hier noch die letzten Bestattungen. 1875 wurde er ganz aufgegeben. Das Gelände wurde dann eine Parkanlage, die den Namen Gartenplatz trug, jedoch 1888 durch den Bau der Volksbadeanstalt erheblich an Fläche verlor. Später nannte sich die Anlage Sophienpark. Am 10. Januar 1948 wurde im Park ein Denkmal für den Zeichner Heinrich Zille aufgestellt, worauf die Anlage etliche Jahrzehnte später den Namen Zille-Park erhielt. Das Zille-Denkmal wurde später wieder entfernt.
Nummer 6:
 Das 2002 renovierte Gebäude mit reich gegliederter roter Klinkerfassade wurde 1902 errichtet. Das Hofgebäude entstand 1904/1905 nach Plänen und unter Leitung des Berliner Baumeisters und Unternehmers Oscar Garbe (1861–1926). Beide Gebäude stehen unter Denkmalschutz. Das Vorderhaus diente und dient vorwiegend als Mietshaus. Dessen Erdgeschoss war lange Zeit eine Seniorenfreizeitstätte des Bezirksamts Mitte von Berlin. Seit etwa 2010 sind vorn die Schaufenster von Supergrau, einem Atelier für Holzbearbeitung. Im Vorderhaus befindet sich ferner die BAGO DIWA GmbH, Agentur für interdisziplinäre Kommunikation.
Das hintere Gebäude war für fast drei Jahrzehnte eine der bekannten Berliner Unterhaltungsstätten. Zunächst war es ein Tanzsaalbetrieb mit dem Namen Fritz Schmidt’s Restaurant und Festsäle. Nach einem Umbau bis 1919 wurden daraus die Kolibri-Festsäle und Kabarett, ein Varietétheater mit einem großen Theatersaal in der zweiten Etage.
Ab 1934 gibt es keine Hinweise mehr auf eine gastronomische Nutzung. Parkett, Bestuhlung und Treppengeländer wurden später verheizt. Im Jahr 1955, zur DDR-Zeit, bezog die Bauschlosserei Gerhard Kniebusch Keller, Erdgeschoss und erste Etage. Das Gebäude verwahrloste in den Folgejahren. Im Jahr 2008 übernahm der Projektentwickler Dirk Moritz das Hofgebäude. In enger Zusammenarbeit mit den Denkmalschützern will er es herrichten und in Teilen wieder zu einer Veranstaltungsstätte machen. Dabei soll der in Vergessenheit geratene Theatersaal erhalten bleiben. Ende 2012 wurde mit den Arbeiten begonnen, rund 30 Tonnen Schutt und Müll wurden beseitigt, Stuck und historische Teile der Treppenhäuser vorerst eingelagert. Im September/Oktober 2012 zeigte die Galerie Neugerriemschneider dort eine ortsspezifische Installation des britischen Künstlers Mike Nelson.
Moritz vermarktet das Objekt unter dem Namen Secret Garden. Die seit den 1970er Jahren zugemauerten sechs Meter hohen Fenster des großen Saals werden ab Frühjahr 2016 wieder geöffnet. Der Restaurator Carsten Hüttig legt momentan (Spätherbst 2015) die Farbschichten in den großen Räumen frei, die dann erhalten bleiben sollen.
Als Nutzung sieht der Projektentwickler, der in die Umbauarbeiten selbst rund 2,8 Millionen Euro investiert, ein Sportstudio für Personal Training, Veranstaltungsräume und auch hochpreisigen Wohnraum vor. Die erste Etage soll zusammen mit dem darüberliegenden Theatersaal vermietet werden, beispielsweise an einen Künstler oder Modedesigner, der auch zugleich hier wohnt. Das Haus wird dann um zwei Etagen erhöht, die ebenfalls zum Wohnen und Arbeiten bereitgestellt werden.
Nummer 7:
 In dem 2012 renovierten Altbau Ecke Schröderstraße/Gartenstraße wurde 2001 die Galerie für zeitgenössische Kunst Schuster & Scheuermann eingerichtet. Im Jahr 2015 befindet sich darin das Atelier Hornvanbö für contemporary clothes. An der Ecke gab es in den 1990er Jahren die Gaststätte Halifax – Pizzeria & Musik Café. Anfang 1999 wurde sie durch das Restaurant Cheer’s abgelöst, das inzwischen zur Gartenstraße Nr. 3 umgezogen ist. In den 2010er Jahren befindet sich in den Räumen Interiør, ein Atelier für Wohnbedarf.
Die nach Osten abgehende Schröderstraße ist im Vergleich zu den umliegenden Straßen erst spät angelegt worden, und zwar 1904.

#### Westliche Straßenseite (Nr. 104–115)
Die nach Westen abgehende Tieckstraße wurde im Jahre 1854 angelegt und nach dem Dichter Johann Ludwig Tieck benannt. Auch andere Straßen in dem Viertel westlich dieses Teils der Gartenstraße erhielten Namen von Dichtern der Romantik. Hinter dieser Häuserreihe, auf ihrer Westseite, verläuft unterirdisch im Nord-Süd-Tunnel die 1936 in Betrieb gegangene S-Bahn-Linie, die Nordsüd-S-Bahn, aktuell als Linien S1, S2 und S25 bezeichnet (Stand: 2015). In den Wohnungen dieses Straßenbereichs ist das dumpfe Geräusch der vorbeifahrenden Züge noch leicht zu vernehmen. Weiter westlich dehnte sich früher, ehe sie 1897 nach Tegel verlegt wurde, die Borsig Maschinenfabrik aus, die bereits 1858 die tausendste Lokomotive auslieferte. Hieran erinnert die westlich dieses Straßenteils verlaufende Borsigstraße.
Nummer 104 Tieck- /Ecke Gartenstraße:
 Vor dem Bau des Ende 2009 fertiggestellten Eckhauses befand sich hier anstelle des im Zweiten Weltkrieg zerstörten Gebäudes ein als „Geschützte Grünanlage“ gekennzeichneter kleiner Park mit Bänken und zwei Tischtennisplatten. Gleich dahinter (Tieckstraße 17) steht das dreigeschossige, unter Denkmalschutz stehende Pfarr- und Gemeindehaus der Golgatha-Gemeinde, 1870 erbaut, 1905 um zwei fünfgeschossige Querbauten erweitert.
Nummer 105/106:
 Das Ende des 19. Jahrhunderts erbaute Wohnhaus mit Toreinfahrt wurde 1998 renoviert.
Nummer 107:
 In dem langgestreckten dreigeschossigen Gebäude vom Beginn der 1950er Jahre, 2010 renoviert, befindet sich eine Kindertagesstätte mit parkartigem Spielplatz dahinter. Sie gehört zu Kindergärten City – Eigenbetrieb von Berlin. Der große Komplex (früher Gartenstraße 120–124) hat eine lange Tradition als Bildungsstätte für Kinder. Schon 1881 eröffnete hier die Städtische Gemeindeschule I, laut einem Stadtplan vom Jahr 1900 die 36te Gem.Schule.
Nummern 108, 110–111:
 Das Ensemble Gartenstraße 108, 110–111 steht unter Denkmalschutz. Haus Nr. 109 wurde im vorderen Teil im Zweiten Weltkrieg zerstört und ist bisher (Stand im Jahr 2015) nicht wiederaufgebaut worden. Diese ehemaligen Mietshäuser sind laut Berliner Denkmalliste „kaum verändert“ und „zeigen noch alle Merkmale der typischen kleinbürgerlichen beziehungsweise proletarischen Mietshausarchitektur der 1870er Jahre“. Die Bauakten für das Ensemble sind im Zweiten Weltkrieg verbrannt. Haus Nr. 110 ist laut Grundstücksakten 1882/1883 errichtet worden. Die Mietwohnungen in Haus Nr. 110 wurden nach der politischen Wende in Eigentumswohnungen umgewandelt. Im Erdgeschoss hat das Ingenieurbüro für interdisziplinäre Kommunikation GmbH Quadriga seinen Sitz.
In diesem Bereich bis zur Torstraße standen von 1820 bis 1882 die v. Wülcknitzschen Familienhäuser mit 400 Wohnungen für etwa 2000 Menschen. Sie waren ein Brennpunkt in der Verarmung bestimmter Bevölkerungskreise und Gegenstand zahlreicher Veröffentlichungen. Am bekanntesten wurden sie 1843 durch Bettina von Arnims Königsbuch.
Nummern 112–114:
 Die drei fünfgeschossigen Wohnhäuser wurden Mitte der 1990er Jahre errichtet. Zur Zeit der DDR war hier eine große Baulücke. Im Erdgeschoss von Nr. 112 befinden sich eine Physiotherapiepraxis und eine Fahrschule, in Nr. 113 ein Rahmensalon für Bildeinrahmungen und eine Beratungsstelle des Lohnsteuervereins für Arbeitnehmer e. V., in Nr. 114 Loris – Galerie für zeitgenössische Kunst (Stand: 2013).
Nummer 115:
 Das vom Ende des 19. Jahrhunderts stammende Eckhaus zur Torstraße wurde 2007 restauriert. Bemerkenswert sind die hierbei ausgeführten Fassadenmalereien in der Art des Jugendstils und die Bepflanzung mit alten Rosensorten. Im Erdgeschoss gibt es seit Juni 2009 das Büro gegen Rauchen einer kleinen Zigarettenmarke aus Lausanne und auf der Ecke den Büromaschinen-Service L. Schubert.

### Von der Tieck-/Schröderstraße zur Invalidenstraße (Nr. 9–19, 95–103)
Östliche Straßenseite (Nr. 9–19)

Nummern 9–11:
 Hier und auf dem rückwärtig sich anschließenden Gelände befand sich seit 1847 die 1844 von Carl Hoppe gegründete Maschinenfabrik C. Hoppe. Sie war damals eines der bedeutendsten Unternehmen in Berlin. Dort arbeitete von 1872 bis 1880 der Luftfahrtpionier Otto Lilienthal als Konstruktionsingenieur. Nach einem Großbrand am 29. Dezember 1899 siedelte das Werk nach Reinickendorf über. Seit dem beginnenden 20. Jahrhundert verläuft die Schröderstraße über das ehemalige Fabrikgelände.
Nummer 9 Ecke Schröderstraße:
 Das gelbe, fünfeinhalbgeschossige Eckhaus aus der Zeit vor dem Ersten Weltkrieg wurde 1998 saniert. Zwei Ärztinnen haben hier ihre Praxis, dazu ein zahntechnisches Labor. Im Erdgeschoss befindet sich das Feinschmeckerlokal Alpenstueck (Stand 2013).
Nummer 10:
 In dem zurückgesetzten fünfgeschossigen Schulbau in Plattenbauweise aus der DDR-Zeit, 2009 renoviert und gelb verputzt, befanden sich lange Zeit die Albert-Gutzmann-Schule für Gehörlose (Grund-/Oberschule) Mitte, benannt nach dem Taubstummenlehrer Albert Gutzmann (1837–1910), auf dessen Betreiben in Berlin ein öffentliches Sprachheilwesen eingeführt wurde, sowie die Sonderpädagogische Beratungsstelle für Sprachbehinderte Mitte. In den 2010er Jahren befindet sich in dem Gebäude die Hemingway-Schule (Realschule) Berlin-Mitte.
Nummern 12/13 (nicht mehr ausgewiesen):
 Hier standen früher zwei Wohnhäuser der Maschinenfabrik Hoppe. Im Saal des linken, um 1860 erbauten Hauses befand sich eine Zeit lang das Voigtlandsche Opernhaus und 1872–1874 das Thalia Theater.
Nummer 16/17:
 Dieser renovierte viergeschossige, im Erdgeschoss vergitterter und mit Natursteinblöcken verkleideter Bau aus der Zeit vor dem Ersten Weltkrieg ist inzwischen Sitz der Stiftung des Sozialpädagogischen Instituts Walter May (SPI) der Arbeiterwohlfahrt, eine Freizeiteinrichtung für Jugendliche von 11 bis 18 Jahren.
Nummer 18/19:
 Der an der Kreuzung mit der Invalidenstraße zu DDR-Zeiten errichtete fünf- bis neungeschossige Wohnblock wurde Ende 1998/Anfang 1999 wieder instand gesetzt.
Die Invalidenstraße, die hier die Gartenstraße schneidet, ist eine der historischen und bekannten Straßen Berlins. Sie bildete lange Zeit die nördliche Begrenzung des Neuen Voigtlandes.
Westliche Straßenseite (Nr. 95–103)

Die Bebauung Ecke Gartenstraße/Invalidenstraße wurde im Zweiten Weltkrieg zerstört und das Grundstück wird seit den 1950er Jahren von einer parkartigen Grünanlage eingenommen, ausgeschildert als Öffentlicher Kinderspielplatz und Geschützte Grünanlage. Sie zieht sich weit nach Westen hin bis zur Eichendorffstraße, wo sich ein großes Planschbecken für Kinder befindet.
Nummer 99:
 Auf dem großen, teils mit Büschen bestandenen Areal standen bis 2010 mehrere eingeschossige Gebäude mit Schuppen des Naturschutz- und Grünflächenamtes von Berlin Mitte. An dieser Stelle wurden bis Anfang 2013 die Residence Garden(s) errichtet, ein sechsgeschossiges Wohngebäude mit über 40 Eigentumswohnungen und vier Stadthäusern.
Nummer 103:
 An der Stelle der im Zweiten Weltkrieg zerstörten Gebäude stand hier seit Beginn der 1980er Jahre der eingeschossige Flachbau einer Kaufhalle, nach der politischen Wende mehrere Jahre unter der Bezeichnung T.I.P. Discount, zuletzt betrieben von dem Discountern Plus bzw. Netto. Ende der 1990er hatte sich hier der Dicount Club einquartiert und lud zum „gepflegten Techno-Schwoof“ ein. Ab 2010 entstand dort unter dem Namen Quartier 100 ein Gebäudekomplex von vier sechs- bis siebengeschossigen Wohnhäusern, die „Novalis“, „Eichendorff“, „Tieck“ und „Schlegel“ benannt sind nach den angrenzenden Straßen mit Namen von Dichtern der Romantik. Aufgrund dieser Straßennamen wurde der Begriff „Romantikerviertel“ oder „Poetenviertel“ geprägt. In Zeitungsanzeigen wurde der neue Baukomplex umworben mit dem Slogan: „Mitten in der Szene – Zuhause im Grünen!“ Anfang 2013 wurden die Wohnungen bezugsfertig.

### Von der Invalidenstraße zur Kreuzung Bernauer/Julie-Wolfthorn-Straße (Nr. 22–32, 86–93)

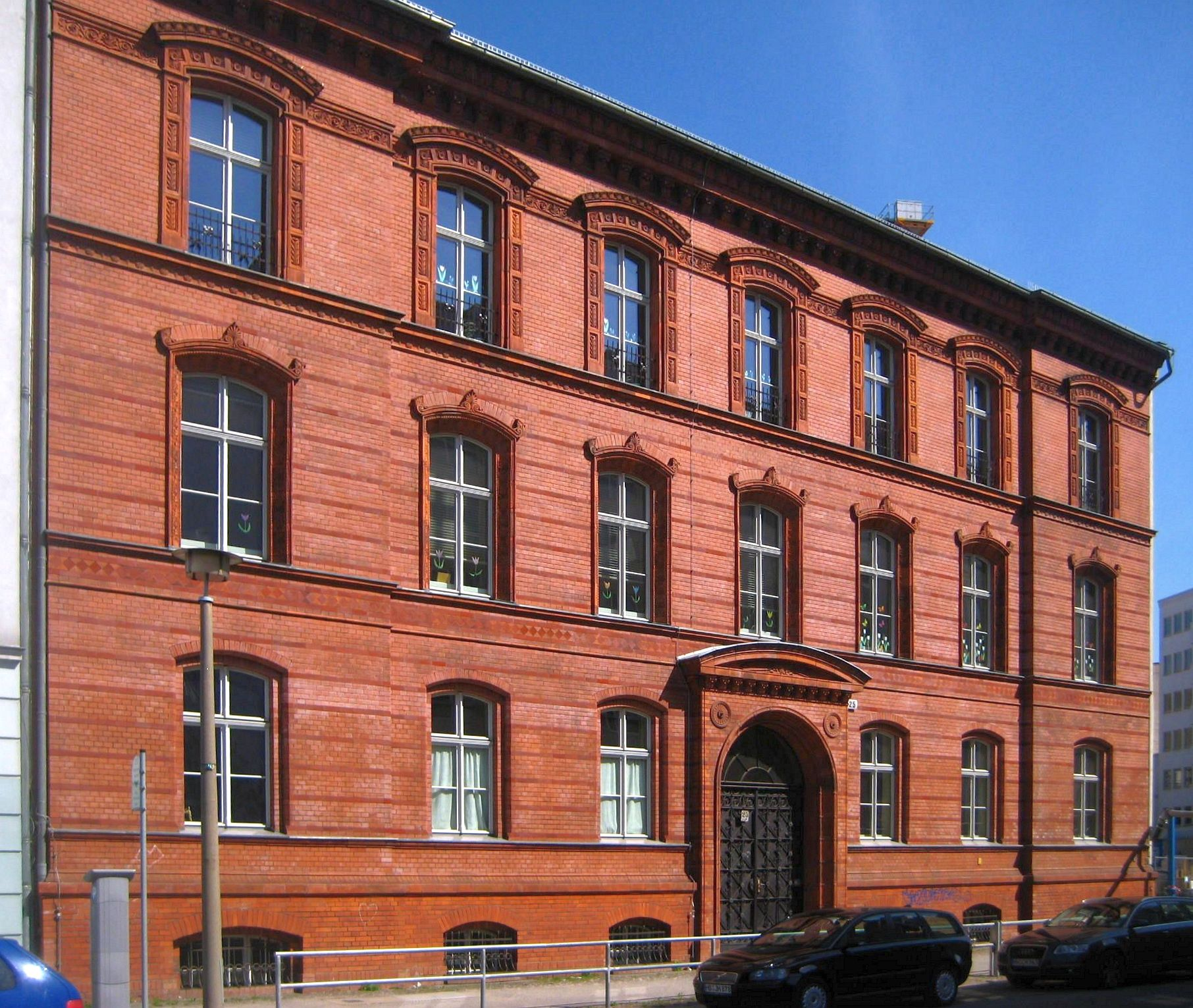
Ehemaliges Lehrerwohnhaus aus dem 19. Jahrhundert

Östliche Straßenseite (Nr. 22–32)

Nummer 22:
 Das achtgeschossige Eckgebäude wurde in den 1990er Jahren erbaut und ist eines der Verwaltungsgebäude der S-Bahn Berlin GmbH, die hier und im gegenüberliegenden Eckgebäude ihren Hauptsitz hat. Der zur Deutschen Bahn gehörenden Gesellschaft obliegt die Betriebsführung der S-Bahn Berlin.
Nummer 23/24:
 Die beiden neuen siebengeschossigen Wohngebäude mit Dachgarten wurden Ende 2012 bezogen. Sie umfassen 22 Etagenwohnungen. Hinzu kommen vier Townhouses im Hof.
Nummer 25:
 Das ehemalige Lehrerwohnhaus des Humboldt Gymnasiums, ein rotes, dreigeschossiges Gebäude mit der reich gegliederten Klinkerfassade, der Terrakottadekoration im Stil der Neorenaissance und der schmiedeeisernen Eingangstür gehört zum bemerkenswertesten Altbaubestand der Gartenstraße und steht unter Denkmalschutz. Es wurde 1874 als Hauptgebäude einer Gemeindedoppelschule nach Plänen des Architekten Johann Eduard Jacobsthal erbaut und war viele Jahre Lehrerwohnhaus für das Gymnasium der Stadt Berlin. Die rückwärtigen eigentlichen Schulgebäude wurden während des Zweiten Weltkrieges weitgehend zerstört. Zur Zeit der DDR diente das ehemalige Lehrerwohnhaus einige Jahre als Kreiskulturhaus Mitte. Seit dem Beginn des 21. Jahrhunderts beherbergt es die musikbetonte Papageno-Grundschule und einen Kinderhort des Bezirks Mitte.
Nummer 26:
 Das 1998 renovierte viergeschossige Wohnhaus mit Toreinfahrt und Ziergiebel an der Vorderfront stammt vom Ende des 19. Jahrhunderts. Auf der weithin sichtbaren weißen Seitenwand wurde im Zusammenhang mit der Gedenkstätte Berliner Mauer ein großes Bild von den früheren Grenzanlagen aufgemalt mit dem Schriftzug Gartenstraße 1989/90. Hier endet heute die Bebauung.
Etwa 50 Meter weiter, auf der Höhe der ursprünglichen Hinterlandmauer war die Gartenstraße von 1961 bis 1990 nach Südosten durch eine hohe Wand verschlossen. Im damaligen Bezirk Wedding an der Bernauer Straße lief sie noch weiter bis zur Grenzstraße. Die nach Osten abgehende Hinterlandmauer ist noch vorhanden. Nach der Wende hatten sich in diesem Bereich eine „Wagenburg“ (aus Wohnmobilen) und ein ausgedehnter Flohmarkt etabliert.
Westliche Straßenseite (Nr. 87–93)

Südwestecke Garten/Julie-Wolfthorn-Straße
Die als neue Verbindung zwischen Bernauer Straße und Zinnowitzer Straße angelegte Julie-Wolfthorn-Straße wurde am 18. November 2006 nach einer jüdischen Malerin benannt (als Julie Wolf 1864 in Thorn, Westpreußen, geboren), die Anfang des 20. Jahrhunderts zu den führenden Künstlerinnen Deutschlands gehörte und in Berlin wohnte. Sie starb am 26. Dezember 1944 im Konzentrationslager Theresienstadt.

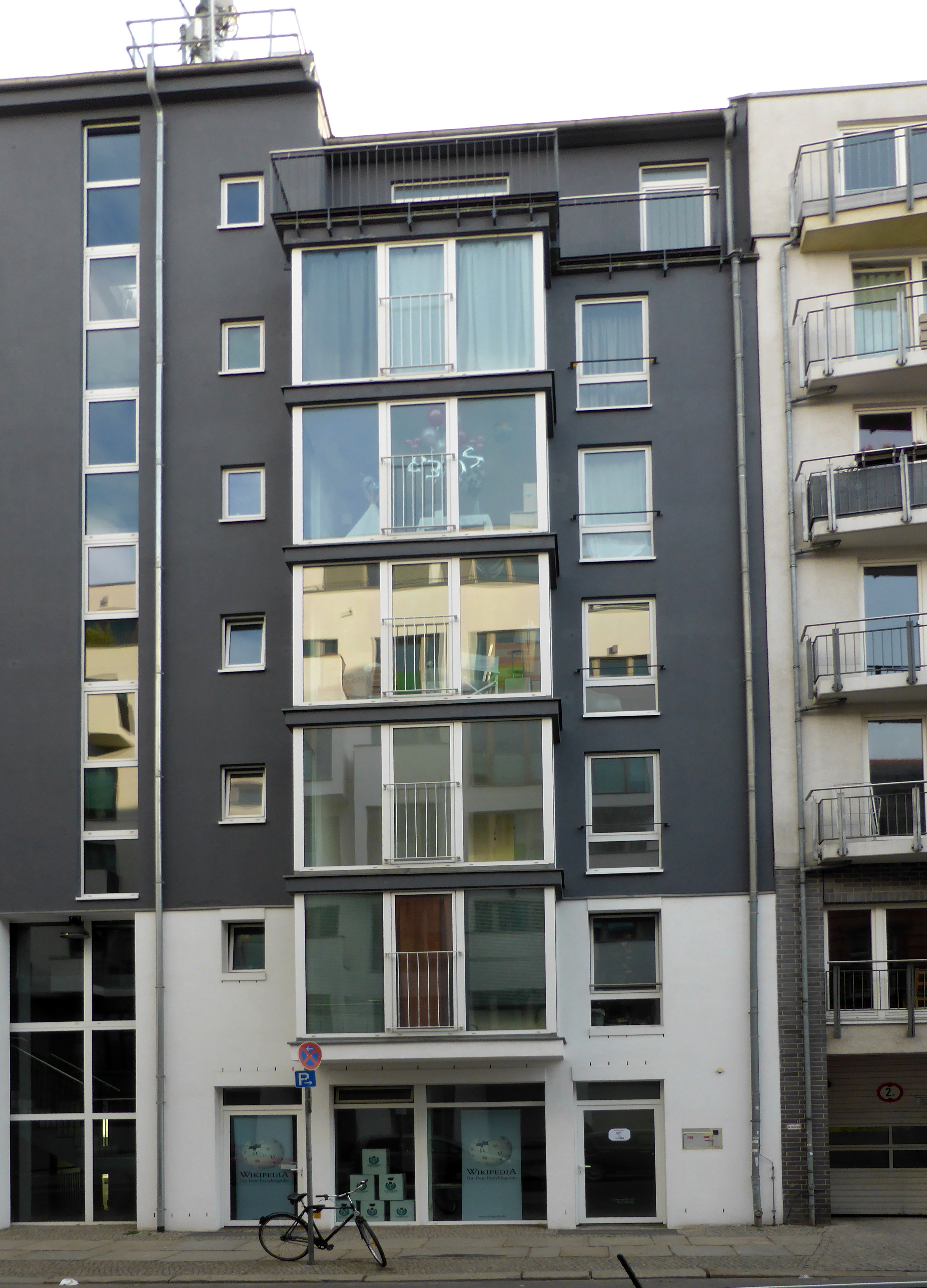
Nummer 92, ehemalige Heimat des „WikiBär“, dem Büro der Berliner Wikipedianer

Auf der mit einigen Buden bestandenen Brachfläche der früheren Häuser Nr. 88 und 89/90 sind zwischen 2013 und 2015 hochwertige siebengeschossige Neubauten mit insgesamt 25 Wohnungen gebaut worden.
Nummern 91 und 92:
 Wohn- und Geschäftshäuser aus den 1990er Jahren. Im Erdgeschoss von Haus Nr. 91 zog Ende 2012 Wanvaree – Traditionelle Thailändische Gesundheitsmassagen ein. Im Erdgeschoss von Haus Nr. 92 befanden sich in den 1990er und 2000er Jahren nacheinander mehrere Backshops. Seit Frühjahr 2017 betreibt dort die Berliner Community der Wikipedia ein Büro. Das anschließende Eckgebäude (Invalidenstraße Nr. 19) ist ebenfalls ein Neubau der 1990er Jahre und beherbergt wie das Eckgebäude gegenüber die Verwaltung der S-Bahn Berlin.

### Von der Bernauer zur Schering-/Liesenstraße (Nr. 33–73)
Nur die Ostseite dieses knapp 900 Meter langen Abschnitts der Gartenstraße ist bebaut. Auf der unbebauten Westseite, die früher von Bahnanlagen eingenommen wurde, erstreckt sich heute der Park auf dem Nordbahnhof.
Östliche Straßenseite (Nr. 33–73)

Dieser Teil gehört seit der Verwaltungsreform 2001 zum Ortsteil Gesundbrunnen des Bezirks Mitte. An der nordöstlichen Ecke von Gartenstraße und Bernauer Straße steht seit 2010 der rostfarbene zweigeschossige Bau des Besucherzentrums der Gedenkstätte Berliner Mauer (Bernauer Straße 119).
Im Obergeschoss wird ein Einführungsfilm zur Geschichte der Berliner Mauer gezeigt. Im Erdgeschoss befindet sich eine Fachbuchhandlung zur Geschichte der Berliner Mauer und der deutschen Teilung. Vorher breitete sich hier auf dem einst von drei Straßen gebildeten Dreieck (Bernauer Straße, Garten- und Bergstraße) eine Grünanlage aus.
Hier entlang verläuft auch der Berliner Mauerweg, ein Rad- und Fußweg entlang der 160 Kilometer langen Trasse der ehemaligen Grenzanlagen, der in den Jahren 2002 bis 2006 realisiert wurde.
Etwas weiter zurück liegen die Gebäude der Diakoniestiftung Lazarus, die 1864 auf Initiative von Pastor Wilhelm Boegehold errichtet wurden. Das Hauptgebäude wurde 1867–1870 errichtet und steht ebenso wie mehrere spätere Zusatzbauten unter Denkmalschutz. Im Eckgebäude befindet sich das MauerCafé mit einer kleinen Ausstellung auf der Gartenterrasse zur Berliner Mauer.
Nach Norden anschließend an der Einmündung der Bergstraße erstreckt sich das große Areal der Ernst-Reuter-Siedlung. Am 18. Juli 1954 wurde sie von dem damaligen Bundespräsidenten Theodor Heuss eingeweiht. Nach ihm ist ein bei der Gartenstraße 39 abgehender Fahrweg benannt, der Theodor-Heuss-Weg. Die Siedlung war das erste große Vorzeigeprojekt West-Berlins. Im Rahmen des sozialen Wohnungsbaus sollten Wohnungen für Flüchtlinge aus der DDR und für West-Berliner Arbeitnehmer errichtet werden, die noch im Ostsektor wohnten. Es sollte eine Art Gegenstück zur Ost-Berliner Stalinallee sein. Nach Plänen des Architekten Felix Hinssen entstanden 422 kleine Wohnungen in Zeilenbauten mit fünf, sieben und neun Geschossen sowie in einem 15-geschossigen Punkthochhaus, das allein 58 Wohnungen aufweist. Sie bildeten einen starken Kontrast zu dem in unmittelbarer Nachbarschaft liegenden größten Mietshaus Berlins, dem berüchtigten Meyers Hof in der Ackerstraße mit rund 300 Kleinwohnungen. Die inzwischen unter Denkmalschutz stehende Siedlung erhielt den Namen des am 29. September 1953 gestorbenen Regierenden Bürgermeisters Ernst Reuter.
Auf dem Gebiet der Ernst-Reuter-Siedlung lag früher das Firmengelände der dort seit 1874 ansässigen Eisengießerei Keyling & Thomas, ehemals die größte ihrer Art in Berlin. Sie ging in den 1920er Jahren bankrott. Das Mischgebiet aus Wohngebäuden und Industriebetrieben, meist Thomashof genannt, wurde im Zweiten Weltkrieg fast völlig zerstört. Hier liegen die Häuser Gartenstraße 37, 38, 39, 47, 48–51. Es folgen die fünfgeschossigen Wohnhäuser 52–54, ebenfalls aus der Nachkriegszeit.
Dann zweigt nach Osten die kurze Feldstraße (Nr. 1–7) ab. Das 1912–1913 erbaute Haus Nr. 4 steht unter Denkmalschutz. An seiner Fassade gibt es eine Berliner Gedenktafel für Pfarrer Eduard Cortain (1866–1936), der sich für den Ausbau der katholischen Kirchengemeinden in Berlin und den Bau ihrer Kirchen besonders eingesetzt hatte. Hier öffnet sich auch der baumbestandene, parkartige Gartenplatz, dominiert von der denkmalgeschützten St.-Sebastian-Kirche in seiner Mitte, die 1893 geweiht wurde. Sie war die erste katholische Kirche des Berliner Nordens und ist bis heute der größte katholische Kirchenbau Berlins. Sie wurde im frühgotischen Stil aus Sandstein nach einem Entwurf von Bau- und Regierungsrat Max Hasak erbaut.
Der massige rote Klinkerbau im Hintergrund des Gartenplatzes, der von der Ackerstraße gebildet wird, ist das 1888 gebaute frühere AEG-Apparatewerk, heute Teil der Technischen Universität Berlin. Es war der erste Großkomplex, mit dem die Allgemeine Elektricitäts-Gesellschaft ihren Standort im Wedding begründete. Der Bau wurde nach Entwürfen des AEG-Hausarchitekten Franz Schwechten errichtet. Heute ist in dem denkmalgeschützten Bau auch die international geprägte private Bildungsanstalt PHORMS untergebracht mit Kindergarten, Grundschule und Gymnasium, jeweils bilingual Deutsch-Englisch und ganztägig.
Der Gartenplatz hieß noch bis 1861 Galgenplatz. Dort lag nämlich von 1752 bis 1842 der Richtplatz für Berlin: ein dreipfostiger Galgen auf einer zwei Meter hohen steinernen Plattform mit eingebauter Treppe und eisernem Geländer. Die Hinrichtungen zogen jeweils große Massen Schaulustiger an. Als 1790 der dreifache Mörder und Posträuber Christian Lenz durch Rädern hingerichtet wurde, sollen sich dort über 50.000 Menschen versammelt haben. Die letzte öffentliche Vollstreckung einer Todesstrafe erfolgte am 2. März 1837 an Charlotte Sophie Henriette Meyer, die ihren Mann im Schlaf die Kehle durchgeschnitten hatte, durch Rädern. Zur Abschreckung blieb ihr Leichnam noch zwei Wochen am Rad ausgestellt. Wo früher der Galgen stand, steht nunmehr die St.-Sebastian-Kirche. Der heutige Name des Platzes bezieht sich auf die vorbeiführende Gartenstraße und darauf, dass hier wie in der Gartenstraße seinerzeit auf Befehl Friedrichs II. zugewanderte Gärtnerfamilien Land erhalten hatten. Ab 1874 wurde der Platz als Getreidemarkt genutzt. Die Platzanlage, später mit Kinderspielplätzen, wurde mehrfach umgestaltet, zuletzt 2010/2011. Zur Gartenstraße hin wurde in den 1960er und 1970er Jahren von der Kirchengemeinde ein Kindergarten und ein Gemeindezentrum erbaut.
Nach dem Gartenplatz folgen bis zur Scheringstraße viergeschossige Wohngebäude aus der Nachkriegszeit (Nr. 55–65, 73). Den Abschluss bildet optisch ein weißes, elfgeschossiges Hochhaus aus der zweiten Hälfte der 60er Jahre. Im Erdgeschoss befindet sich die Kita „Kinderparadies“. Das Haus gehört jedoch zur Ackerstraße (Nr. 104), die hier in einem spitzen Winkel als Sackgasse endet.

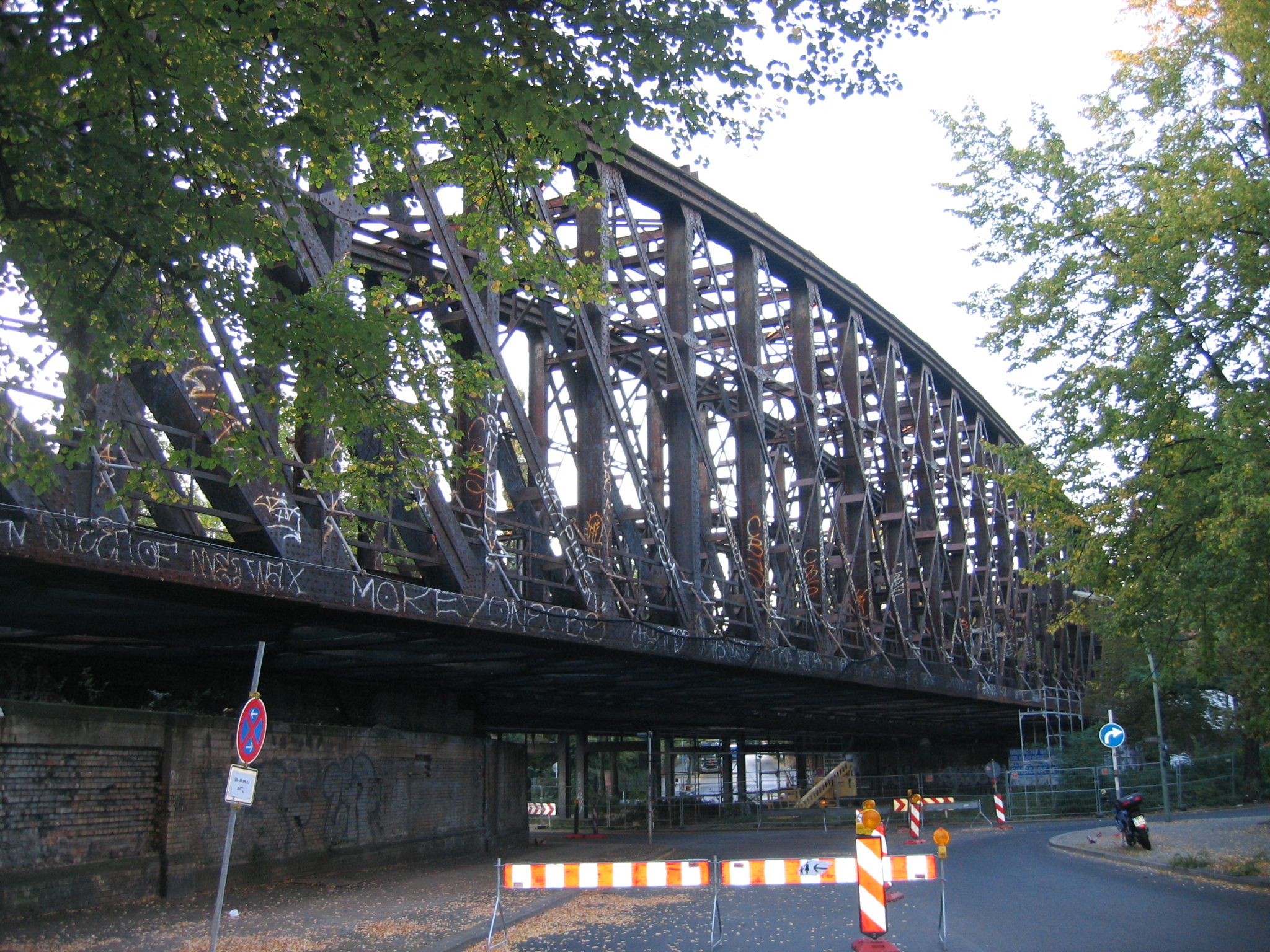
Die Liesenbrücken von der Gartenstraße aus gesehen

Dieses Stück der Gartenstraße endet an einem großen, abgesenkten Kreisverkehr, an dem fünf Straßen sternförmig aufeinandertreffen und über das sich das Stahlgerüst einer beeindruckenden Eisenbahnüberführung wölbt. Hier treffen Ackerstraße (heute an der Einmündung nur noch als Fußweg), Scheringstraße und, nach Westen hin, Liesenstraße mit der Gartenstraße zusammen. Die nach Osten abgehende Scheringstraße wurde 1894 nach dem Apotheker und Unternehmer Ernst Christian Friedrich Schering (1824–1898) benannt, dem Begründer der späteren Schering AG.
Das unter Denkmalschutz stehende Brückenbauwerk, meist Liesenbrücken genannt, auch als „Schwindsuchtbrücke“ bekannt, wurde in den Jahren 1890 bis 1886 errichtet und gilt als eine „der herausragenden ingenieurtechnischen Konstruktionen des 19. Jahrhunderts”.
Die Brücken dienten den vom einstigen Stettiner Bahnhof ausgehenden Fernzügen und seit 1936 auch der S-Bahn. Die Fernlinien sind seit 1952 stillgelegt. 1956/1957 wurden die beiden westlichen Brücken, die von der S-Bahn benutzt werden, renoviert.
Das mächtige Stahlskelett inspirierte schon 1927 den Maler Gustav Wunderwald (1882–1945) zu einem seiner Hauptwerke Brücke über Garten- und Ackerstraße. Auch spätere Filmemacher faszinierte dieses Bauwerk. Verschiedene Szenen des mehrfach preisgekrönten Films Lola rennt spielen hier. Trotz der Änderungen in den Nachkriegsjahren besitzt das verbliebene Brückenbauwerk, wie es in der Berliner Denkmaldatenbank heißt, „noch immer eine monumentale Erscheinung. Die haushoch aufragenden Fachwerkträger, die in die umliegenden Straßen hineinwirken“, seien Ausdruck der hoch entwickelten Ingenieurbaukunst im wilhelminischen Deutschland.
Westliche Straßenseite

Am Kreisverkehr knickte zur DDR-Zeit die Grenze ab und verlief auf der Südseite der nach Westen verlaufenden Liesenstraße, die die Grenze zwischen den Bezirken Mitte und Wedding bildete. Dieser Verkehrsweg wurde 1826 angelegt und 1833 nach dem Gastwirt Carl Adolf Friedrich Liesen benannt, der hier Grundstücke besaß. Direkt an der Ecke zur Gartenstraße steht noch ein 15 Meter langes Stück der Grenzmauer. Südlich der Liesenstraße auf der Westseite der Gleisanlagen befinden sich hintereinander drei historische Friedhöfe, die als Gartendenkmale unter Schutz stehen, der Alte Domfriedhof St. Hedwig mit einer bemerkenswerten, 1867 eingeweihten und 1987 restaurierten Friedhofskapelle, der Französische Friedhof und der Kirchhof der Domgemeinde zu Berlin, alle mit Grabstätten bekannter Persönlichkeiten. Auf einem etwa 40 m breiter Streifen längs der Liesenstraße, wo zur Zeit der DDR die Grenzanlagen verliefen, wurden die Grabstellen eingeebnet.
Das knapp 900 Meter lange Stück Gartenstraße zwischen Liesenstraße und Invalidenstraße ist nicht bebaut und erhält ihren besonderen Aspekt durch eine drei Meter hohe Mauer aus gelblichen Klinkersteinen, die 2010/2011 saniert wurde. Sie stützt die Dammaufschüttung für die ehemaligen Gleisanlagen der Stettiner Bahn, die hier verliefen. Heute verkehrt hier noch die S-Bahn. Mit dem Mauerbau 1961 erhielt die Klinkermauer die Funktion einer Grenzmauer und ist heute ihr längstes bauliches Zeugnis. Zum Zweck der Grenzsicherung wurden die bestehenden Durchgänge vermauert und die Mauerkrone mit Stacheldrahtträgern aufgerüstet. Mitte der 1960er Jahre wurde hinter der Klinkermauer eine neue Grenzmauer errichtet; ihr Verlauf ist im Boden gekennzeichnet.

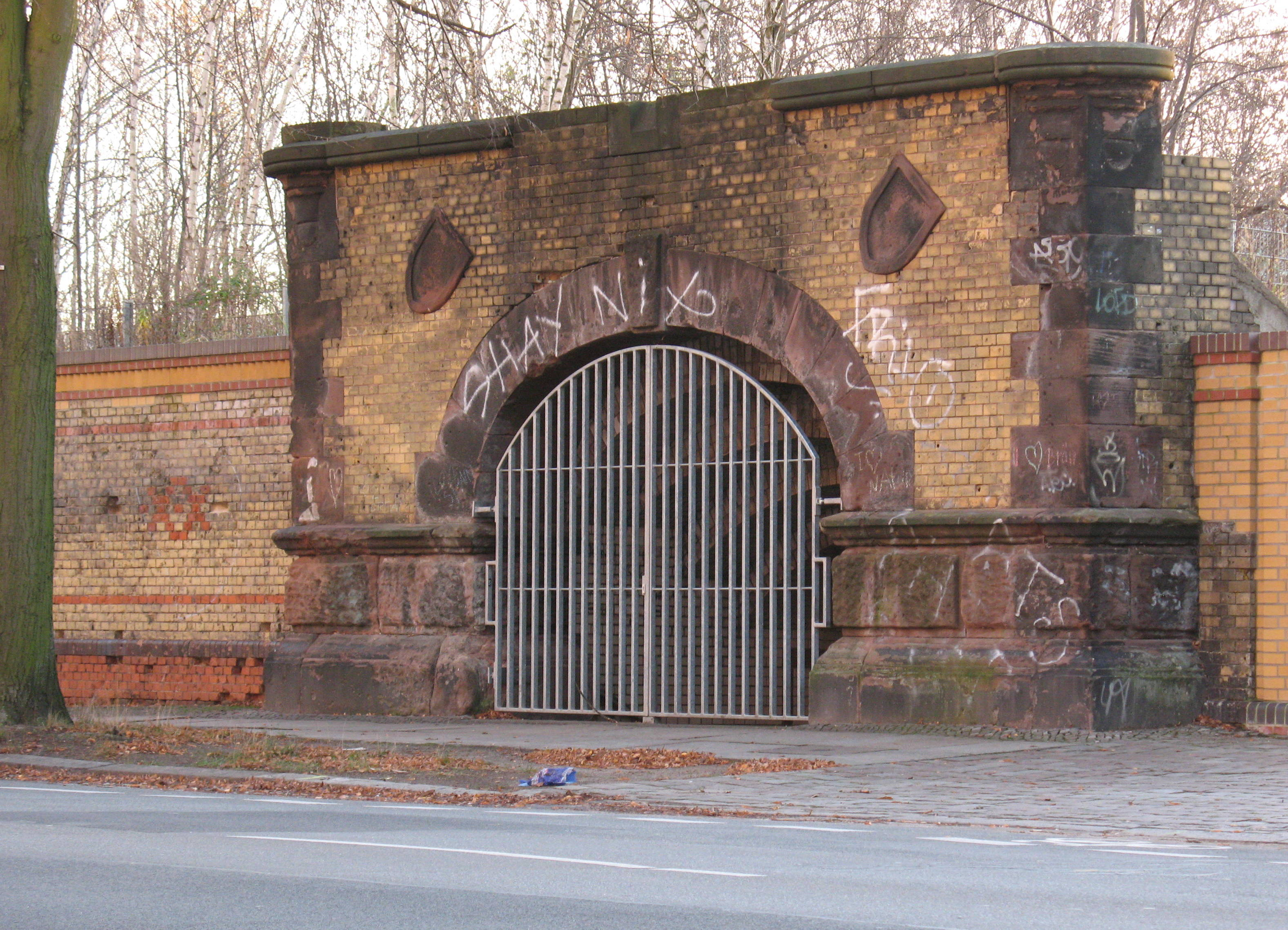
Zugang zum Stettiner Tunnel an der Gartenstraße

Gegenüber dem Gartenplatz auf der Höhe der Feldstraße wird die Klinkermauer der Gartenstraße durch zwei Eingänge unterbrochen. Der eine, durch ein Gitter verschlossen, ist das Eingangsportal des Stettiner Tunnels. Der 1896 eröffnete, etwa 150 m lange Fußgängertunnel ging unter den Fernbahngleisen hindurch und stellte die Verbindung zwischen Gartenstraße und der Schwartzkopffstraße in der Oranienburger Vorstadt her. Es war der erste Fußgängertunnel Berlins und dadurch notwendig geworden, dass durch den damaligen Bau der Stettiner Bahn die Schwartzkopffstraße nicht mehr durchging bis zur Gartenstraße. 1952 wurde der Tunnel von den DDR-Behörden vermauert und ist seitdem nicht mehr öffentlich zugänglich.
Der andere Eingang direkt daneben ist einer der Zugänge zum 5,5 Hektar großen Park auf dem Nordbahnhof, der am 14. Mai 2009 eröffnet wurde.
Zusammen mit der nahe gelegenen Gedenkstätte Berliner Mauer ist der Park Teil des Mauergedenkkonzeptes. Teile der Hinterlandmauer sind noch erhalten. Der Park ist so gestaltet, dass er an seine Vergangenheit erinnert, an die ehemaligen Bahnanlagen, an den Todesstreifen zur Zeit der Berliner Mauer und an die Stadtbrache, die sich nach dem Fall der Mauer 1989 aus Birken und anderen berlintypischen Pflanzen hier entwickelt hatte. Neben Kinderspielplätzen wurden im südlichen Teil des Parks an der Julie-Wolfthorn-Straße Sportanlagen angelegt, vor allem Beachvolleyballfelder und der Hochseilgarten „Mount Mitte“.
Der nördliche Bereich ist zurzeit noch abgesperrt. Angestrebt ist eine Fortführung des Parks über die Liesenbrücken bis zum etwa 400 entfernten Volkspark Humboldthain.

### Von der Liesen-/Scheringstraße zur Grenzstraße (Nr. 75–80)
Der letzte Abschnitt der Gartenstraße, etwa 250 Meter lang, liegt ganz im Grünen und ist ohne Bebauung, abgesehen von dem Wohnhaus Grenzstraße 5 am nordwestlichen Ende. Dieses Gebiet war schon seit der Bildung von Groß-Berlin im Jahre 1920 Teil des Bezirks Wedding. Damals wurde die Grenze des Wedding, die bis dahin durch die 1827 angelegte Grenzstraße gebildet wurde, nach Süden bis zur Bernauer Straße verschoben.
Die Grünanlage auf der Ostseite, die bis zur Trasse der S-Bahn zwischen den Bahnhöfen Humboldthain und Nordbahnhof reicht, weist einen naturnahen Kinderspielplatz mit bemerkenswerter Wildvegetation auf. Früher wurde das Gelände weiter östlich von der Berliner Maschinenbau AG vorm. Louis Schwartzkopff eingenommen, die einst Weltgeltung hatte und vor allem Lokomotiven herstellte. 1980 wurden die meisten der alten Gebäude abgerissen. An dem einzigen Gebäude, das aus den früheren Zeiten erhalten blieb, direkt am Kreisverkehr an der Scheringstraße ist zur Würdigung von Louis Schwartzkopff eine „Berliner Gedenktafel“ angebracht.
Die Westseite des letzten Abschnitts der Gartenstraße wird von dem baumbestandenen Dorotheenstädtischen Kirchhof II eingenommen, dessen Eingang an der Liesenstraße 9 liegt. Der 1842 eingerichtete Friedhof weist wie die drei historischen Friedhöfe auf der Südseite der Liesenstraße mehrere Grabstätten von bedeutenden Persönlichkeiten auf.

## Die Straße in den Medien und mit dieser Straße verbundene Persönlichkeiten
Eine Art literarisches Denkmal wurde der Gartenstraße 1952 durch den Roman „Gartenstraße 64“ von Thea von Harbou (1888–1954) gesetzt. Es war das letzte Werk der Drehbuchautorin und Schriftstellerin, die eine der bedeutendsten – aber auch umstrittenen – Frauen des deutschen Films war. Dem Roman stellte sie die Worte voran: „Dieses Buch ist Berlin und den Berlinern gewidmet.“ Offenbar wollte sie darin beispielhaft ein für Berlin typisches Miethaus mit seinen Menschen vorstellen. Dass sie aber die Gartenstraße in Berlin-Mitte vor Augen hatte, ergibt sich unter anderem daraus, dass es an einer Stelle heißt: „Er ging nach der Gartenstraße 64 – das geliebte Haus lag mit wenigen anderen im französischen Sektor; wenn es, wie die übrige Gartenstraße, im russischen gelegen hätte, wie wäre er heimgekommen?“ Dieses Haus, der Hauptschauplatz des Romans, lag im Norden der Gartenstraße, noch hinter dem Gartenplatz, und ist inzwischen durch einen Neubau ersetzt. Es besteht die These, dass die Autorin in dem Roman ihre Gedanken und Themen aus dem Drehbuch zum letzten, aber nicht vollendeten Propagandafilm des Dritten Reiches Das Leben geht weiter, Regisseur Wolfgang Liebeneiner, verarbeitet hat.
Wie bekannt die Gartenstraße auch sonst war oder ist, zeigt ein Schlager der King-Kols, Musik und Text von Fred Kinglee (eigentlich Fred Preusser, 1923–1975), aus der Zeit 1948/1949:
Sie, wenn Sie mal ’nen Hund brauchen,

kommen Sie doch zu mir.

Gleich um die Ecke, Gartenstraße 4.

Gleich wenn Sie reinkommen, die erste Türe rechts.

Hier finden Sie Hunde beiderlei Geschlechts.
Ein anderes Beispiel: Die Schauspielerin und Regisseurin Angelica Domröse wurde im Berliner Kurier vom 18. Mai 1997 so beschrieben: „Sie ist echter Portier-Adel aus dem Ackerhallen-Kiez, Vorderhaus im Osten, Hinterhaus im Westen. Eine Berliner Pflanze der Gartenstraße, begossen mit dem Chlorwasser des Stadtbads.“
Am Beckenrand des Stadtbades Berlin Mitte „eingetaucht in leicht latrinös riechendes Wasser“ spielt eine der entscheidenden Szenen für den Ich-Erzähler in dem autobiografisch gefärbten Roman Okarina, erschienen 2002, von Hermann Kant, unter anderem ehemaliger Vorsitzender des DDR-Schriftstellerverbandes.
Im damaligen Humboldt-Gymnasium (Gartenstraße Nr. 25) fanden in den 1920er Jahren auch Lehrveranstaltungen der MASCH, der Marxistischen Arbeiterschule, der „Hochschule der Werktätigen“ statt. Daran nahm auch Bertolt Brecht (1898–1956) teil und vertiefte dort seine Kenntnisse des Marxismus und führte Diskussionen über sein Theater.
Am bekanntesten war die Gartenstraße im 19. Jahrhundert, als sich dort im Bereich nördlich der Torstraße die von Wülcknitzschen Familienhäuser befanden. Wegen des sozialen Elends in den rund 400 Wohnungen wurden sie in den Medien immer wieder diskutiert. Sie waren sogar Schauplatz von mehreren Romanen. Darin wird aber oft nicht die Gartenstraße mit Namen genannt; vielmehr heißt es häufig als Ortsangabe „vor dem Hamburger Thore“.